# Patricia Belcher
Patricia Belcher (ur. 7 kwietnia 1954 w Helenie) – amerykańska aktorka, znana głównie jako pani Dabney z serialu „Powodzenia, Charlie!”. Od wczesnych lat dziewięćdziesiątych XX wieku specjalizuje się w rolach sędziów oraz prokuratorów w produkcjach telewizyjnych takich jak: „Kości” „Orły z Bostonu”, „Krok od domu” czy „U nas w Filadelfii”.

## Filmografia

### Filmy
- 2014: Dark House jako Lee Knox
- 2014: Sister jako pani Thompson
- 2013 Bad Words jako Ingrid
- 2012 I do jako Gloria
- 2011 Shuffle jako psychiatra
- 2010 Cyrus jako Maybelle
- 2010 Five Star Day jako kelnerka Patty
- 2009 500 dni miłości jako Millie
- 2008 Ciało bardzo niepedagogiczne jako Lower Learning Colette
- 2008 Desertion jako Barbara
- 2008 Nawiedzona narzeczona jako Helen
- 2007 The Still Life jako pokojówka
- 2007 Numer 23 jako dr Alice Mortimer
- 2006 Nieznani jako kierowniczka dworca
- 2005 Edmond jako kobieta w pociągu
- 2004 Criminal – Wielki przekręt jako egzekutor bankowy
- 2004 Cut and Run jako Roberta
- 2004 Reflections: A Story of Redemption jako mama
- 2003 Dry Cycle jako Abagail
- 2003 I Love Your Work jako dr Fein
- 2001 Smakosz jako Jezelle Gay Hartman
- 2001 Wielki podryw Pokojówka hotelowa
- 2000 The Dukes of Hazzard: Hazzard in Hollywood
- 1999 Molly jako Margaret Duffy
- 1999 List w butelce jako Annie
- 1999 Uciekający pan młody jako pani Hughes
- 1998 Szczęściarz jako sędzia Tanner
- 1996 Kosiarz umysłów 2: Ponad cyberprzestrzenią jako niecierpliwy klient
- 1996 Oko za oko jako Kłócąca się kobieta
- 1995 Bez odwrotu jako sędzia May
- 1995 Gatunek jako urzędniczka
- 1994 W krzywym zwierciadle: Inwazja przygruntowych olbrzymek jako sędzina
- 1994 Stan zagrożenia jako oficer INS
- 1993 Na skrzyżowaniu światów jako Madge
- 1993 Morderstwa czarnej wdowy jako pielęgniarka Kitty
- 1990 Linia życia jako Edna

### Seriale
- 2015 To nie ja jako Candy
- 2014 Partners jako sędzia Reiss
- 2010–2014 Powodzenia, Charlie! jako pani Dabney / Pani Estelle Dabney / Virginia
- 2009–2011 Wszystkie wcielenia Tary jako Gloria
- Pępek świata jako pani Rettig
- Korporacja według Teda jako Janet
- 2008–2009 Detoks jako siostra Alma
- Bez powrotu jako pani Anders
- 2007–2008 Co gryzie Jimmy’ego? jako Bufetowa Edna
- 2005–2009 Na imię mi Earl jako recepcjonistka
- Specjalistki jako siostra Gracie
- Krok od domu jako sędzina Riker
- Kości jako Caroline Julian
- Trawka jako Miriam Walters
- Jak poznałem waszą matkę jako recepcjonistka
- U nas w Filadelfii jako sędzina
- 2004–2008 Orły z Bostonu jako sędzia Leslie Bishop
- 2003 The Jake Effect jako Wicedyrektor Curtis
- Dowody zbrodni jako Margaret Trudlow
- 2002–2009 Bez śladu jako Georgia Reston
- Byle do przodu jako panna Bodin
- Andy Richter – władca wszechświata jako pani Machado
- 2001–2006 One on One jako dr Gilkes
- Jim wie lepiej jako pani Kretzer
- 2000–2001 Kto tu zwariował? jako Lila
- Przyjaciółki jako Iva
- Tak, kochanie jako Bernice
- Zwariowany świat Malcolma jako dr Armstrong
- 1999–2001 Norman w tarapatach jako właścicielka
- 1998–2002 Kolorowy dom jako Jessie Mae
- 1997–1998 Brooklyn South
- Ally McBeal jako Marsha Forrester
- Kancelaria adwokacka jako przewodnicząca ławy przysięgłych / Candace Levy
- Gracze jako Tante Florence
- 1996–2003 Sabrina, nastoletnia czarownica jako profesor Hutchins
- Wszyscy kochają Raymonda jako Ruth
- Tracey bierze na tapetę... jako Ida
- Life’s Work jako Gloria
- 1995–1997 Morderstwo jako pani Harris
- The Drew Carey Show jako sędzina
- The Parent 'Hood jako sędzina
- 1994–2003 Dotyk anioła jako panna Raphael
- Ostry dyżur jako siostra oddziałowa
- Jak dwie krople czekolady jako Selma
- 1993–1998 Living Single jako Florence Jacobs
- Nowojorscy gliniarze jako detektyw
- 1991–1998 Krok za krokiem jako pani Sawyer
- Sisters jako recepcjonistka
- Homefront jako klientka
- 1990–2000 Beverly Hills, 90210 jako zakonnica
- Kroniki Seinfelda jako kobieta
- Życie jak sen jako pielęgniarka
- 1989–1997 Świat pana trenera
- 1987–1997 Świat według Bundych jako Eunetta

### Reklamy
- 2005 – znaczki firmy Staples;
- 2005 – korporacja mediowa Time Warner;
- 2012 – guma do żucia Trident.